# Dandadan
DanDaDan (ダンダダン) est un manga écrit et illustré par Yukinobu Tatsu. La série est publiée depuis avril 2021 par la plateforme de lecture en ligne Shōnen Jump+ de l'éditeur Shueisha. La version française est publiée par Crunchyroll.
Une adaptation en anime, produite par le studio Science Saru, est diffusée d'octobre à décembre 2024 sur Crunchyroll, Netflix, J-One et Anime Digital Network. La deuxième saison est diffusée depuis juillet 2025.

## Synopsis
Deux lycéens sont en désaccord : d'un côté Momo Ayase croit aux fantômes mais pas aux extraterrestres, alors que son camarade Ken Takakura croit le contraire. Ils décident de parier pour déterminer qui a raison et partent visiter des lieux associés à l'occulte et au surnaturel chacun de son côté. Ils vont vite découvrir qu'aucun des deux n'a tort et qu'aussi bien les extraterrestres que les fantômes existent.

## Personnages
Note : il y a deux versions pour le doublage français, la première commandée pour Netflix et la seconde pour Animation Digital Network.

### Humains
Momo Ayase (綾瀬 桃, Ayase Momo)
Voix japonaise : Shion Wakayama (ja), voix françaises : Anaïs Delva (Netflix), Jaynelia Coadou (ADN)
Une lycéenne qui croit aux fantômes et au surnaturel, élevée par sa grand-mère qui est médium. Elle a le béguin pour l’acteur Ken Takakura et est attirée par les hommes qui ont un physique ou une personnalité proche de lui. Elle est également consciente que le lycéen Ken a le même nom que l'acteur, c'est pour cela qu'elle l'appelle intentionnellement par le surnom "Okarun". Elle semble par la suite développer des sentiments pour ce dernier. Après avoir été enlevée par des extraterrestres de la planète Serpo, elle découvre qu’elle a des pouvoirs psychokinétiques, lui permettant de visualiser les "auras" des personnes et des objets, et est capable de les « saisir » et les contrôler en matérialisant des mains.
Ken Takakura (高倉 健, Takakura Ken) / Okarun (オカルン)
Voix japonaise : Natsuki Hanae, voix françaises : Tom Trouffier (Netflix), Marius Blivet (ADN)
Un lycéen timide, modeste et servile qui est passionné par les extra-terrestres. Lorsqu’il était plus jeune, il était sans amis, ce qui l'a poussé à s'intéresser à l'occulte dans l'optique de devenir ami avec un être d'une autre planète. Il va découvrir qu'il a des intérêts communs avec Ayase dans le surnaturel et va la persuader que les extraterrestres existent, alors qu'elle va faire de même avec les fantômes. Pour lui prouver que les fantômes n'existent pas, il va aller dans un tunnel. Mais il va être possédé par la yōkai habitant les lieux, Mémé-Turbo, ce qui va lui donner la capacité d’entrer dans un puissant état démoniaque, lui accordant une immense vitesse. Ayase l’appelle Okarun (オカルン) de « occulte », puisqu’il partage son nom avec l’acteur Ken Takakura, son coup de foudre de célébrité.
Seiko Ayase (綾瀬 星子, Ayase Seiko)
Voix japonaise : Nana Mizuki, voix françaises : Géraldine Asselin (Netflix), Véronique Augereau (ADN)
Une médium et la grand-mère de Momo Ayase, avec qui elle vit, même si elle semble avoir la vingtaine. Elle aide Ayase et Okarun à gérer les esprits dangereux et yōkai. Bien qu’elle n’ait aucun pouvoir inné, elle a une connaissance étendue des entités et des malédictions surnaturelles. Elle utilise divers artefacts et le pouvoir emprunté au dieu résidant dans leur ville pour sceller et exorciser les yōkai, bien que ce pouvoir soit limité à la ville elle-même.
Aira Shiratori (白鳥 愛羅, Shiratori Aira)
Voix japonaise : Ayane Sakura, voix françaises : Alice Orsat (Netflix), Emmylou Homs (ADN)
Une lycéenne de la même école qu’Ayase et Okarun. Après avoir pris conscience de l’existence du surnaturel, Shiratori se proclame "élue" dans une mission pour protéger le monde du mal et oriente son attention vers Ayase, croyant qu’elle est un démon qui doit être arrêté. Semblable à Okarun, elle peut se transformer en une forme démoniaque avec des pouvoirs hérités d’un yōkai appelé Acro-soyeuse (アクロバティックさらさら, Akurobatikku Sarasara), qui lui donne une immense agilité et des cheveux préhensiles. Elle a développé un béguin pour Okarun depuis que celui-ci l'a sauvé.
Jin Enjoji (円城寺 仁, Enjōji Jin) / Jiji (ジジ)
Voix japonaise : Kaito Ishikawa, voix françaises : Emmanuel Garijo (Netflix), Oscar Douieb (ADN)
Ami d’enfance d’Ayase et premier amour. Il porte le surnom de Jiji (ジジ). Après que ses parents ont été hospitalisés parce que sa maison était hantée, Enjoji a emménagé avec Ayase et Seiko avant de passer à l’école d’Ayase. Okarun est jaloux de sa relation avec Ayase, mais Jiji essaie de devenir ami avec lui. Il est possédé par l'« Œil Maléfique », qui prend le contrôle de son corps si Jiji est en contact avec de l'eau froide. Il retrouve le contrôle si on l'asperge d'eau chaude.

### Yōkais
Mémé-Turbo (ターボババア, Tābo Babā)
Voix japonaise : Mayumi Tanaka, voix françaises : Nathalie Homs (Netflix), Claudine Grémy (ADN)
Yōkai qui prend la forme d’une femme âgée cruelle et grossière, Mémé-Turbo réconfortait les esprits des filles qui mouraient de mort horrible, mais a commencé à maudire et voler les parties génitales de quiconque entrait sur son territoire. Après sa défaite contre Ayase et Okarun, Seiko scelle son esprit dans une poupée Maneki-neko, et elle accepte de les aider pour le moment jusqu’à ce qu’elle puisse pleinement retrouver ses pouvoirs.
Acro-soyeuse (アクロバティックさらさら, Akurobatikku Sarasara)
Voix japonaise : Kikuko Inoue, voix françaises : Armelle Gallaud (Netflix), Chantal Baroin (ADN)
Yōkai qui prend l'apparence d'une femme de très grande taille en robe rouge et de longs cheveux. Elle est l'esprit d'une mère qui a perdu sa fille, enlevée par des hommes a qui elle devait de l'argent. Errant sous la forme d'un esprit, elle rencontre la jeune Aira qui l'a prise pour sa mère, ce malentendu a persuadé l'esprit qu'Aira était sa fille disparue et a nourri une obsession qui l'a transformé en yōkai. Lorsque Aira a été capable de la revoir, elle l'a enlevé mais devant le rejet de cette dernière, elle la tue. Toutefois prise de remords, elle propose à Momo et Okarun d'utiliser son aura pour ressusciter Aira. Cette dernière pour la remercier et lui permettre de partir en paix l'appelle une dernière fois « maman ». Par la suite, Aira a hérité de ses pouvoirs.
Œil Maléfique (邪視, jashi)
Voix japonaise : Mutsumi Tamura
Un yōkai puissant et sinistre né comme sacrifice humain dans la période féodale. Il nourrit une haine pour toute l’humanité et dupe Jiji en formant un contrat afin qu’il puisse les éradiquer. L'Œil Maléfique, en plus de ses immenses capacités physiques, utilise la rancune des victimes du sacrifice pour former de puissantes, presque invincibles constructions qui se manifestent souvent dans quelque chose comme un ballon de football.

### Aliens
Les Serpos (セルポ星人, Serupo Seijin)
Voix japonaise : Kazuya Nakai, voix françaises : Boris Rehlinger, Thibault Oleksiak et Laurent Blanpain (Netflix), Emmanuel Curtil (ADN)
Les Serpos sont une race extraterrestre entièrement masculine originaire de la planète Serpo. En raison de leur race exclusivement masculine, les Serpo n'ont aucun moyen de se reproduire naturellement et ont recours à la technologie du clonage, mais comme ce sont des êtres identiques, ils sont dans l'impossibilité d'évoluer biologiquement. Les Serpo cherchent à étudier les organes reproducteurs en enlevant des humains sur Terre et en prélevant leurs parties génitales (qu'ils appellent « banane »).
Mister Squille (シャコさん, Shako-san) / Pénis Touquette (ぺニーチンコス, Penīchinkosu)
Voix japonaise : Tomokazu Seki, voix françaises : Jérémy Bardeau (Netflix), Thierry Wermuth (ADN)
Il s'agit d'un extraterrestre ressemblant à une squille Il est basé sur la légende du démon de Dover. Dans un premier temps, sous domination des Serpos, il a attaqué Momo, Okarun et Aira mais s'est finalement lié d'amitié avec eux après qu'ils l'ont aidé à guérir la maladie de son fils Chiquitita. Il leur vient en aide durant l'arc de la Maison Maudite, utilisant son vaisseau pour amener Seiko sur place. Il révèle ensuite être revenu sur Terre car sa planète était inhabitable pour la vache qu'on lui a offerte (le lait de vache étant de même composition que le sang de son espèce) et ne donnait aucune goutte de lait. Il travaille désormais dans une ferme sous le nom de Penny (ぺニーチンコス, Penīchinkosu) et aide le groupe de toutes les manières possibles. Il a une grande endurance, peut se transformer en une forme plus puissante et attaque avec des coups de poing à la vitesse d'une balle.
Chiquitita (チキチータ, Chikichīta)
Voix japonaise : Naomi Ōzora (ja)
Fils de Mister Squille, il s'est installé sur Terre avec son père pour poursuivre son traitement, car leur planète était inhabitable pour la vache offerte par Seiko. Malgré son jeune âge, il est doué pour piloter une soucoupe volante. Il intervient durant l'arc de la Maison Maudite où il conduit Seiko Ayase vers le village Byakuja pour aider Momo à combattre l'Œil Maléfique, puis utilise le mucus du Tsuchinoko pour éteindre l'incendie provoqué par l'éruption du volcan près du village.

### Autres
Tsuchinoko
Une énorme créature considérée à tort comme un serpent (d'où son nom) et révéré par les habitants du village Byakuja (où vivaient Jiji et sa famille), en particulier par la famille Kito qui sacrifiaient des enfants en son nom pour garder en volcan endormi (donnant naissance à l'Œil Maléfique). Il s'agit en réalité d'un Olgoï-Khorkhoï, un ver géant de Mongolie qui a la capacité d'électrocuter ses proies ou les piéger dans un mucus collant. Il émet également des ondes psychiques qui poussent ses victimes au suicide, à l'exception des yokaïs ou d'êtres aux pouvoirs spirituels exceptionnels.

## Production
Avant la sérialisation de Dandadan, Yukinobu Tatsu avait travaillé comme assistant pour Chainsaw Man de Tatsuki Fujimoto et Hell's Paradise de Yūji Kaku. La sérialisation a été confirmée lors de la réunion de sérialisation du Shōnen Jump+ au printemps 2020. Tatsu a cependant commencé Dandadan après la fin des deux mangas cités car il voulait terminer son rôle d'assistant jusqu'à leur finalisation.

## Manga
DanDaDan est écrit et dessiné par Yukinobu Tatsu. Il est publié sur la plateforme de lecture en ligne Shōnen Jump+ depuis le 6 avril 2021,. L'éditeur Shueisha publie la série sous format tankōbon à partir du 4 août 2021. Le 4 juillet 2025, 20 volumes ont été publiés au Japon.
En avril 2022, Kazé annonce la publication de la version française. Après que Crunchyroll est devenu actionnaire majoritaire, la série se retrouve être la première à sortir avec le label Crunchyroll avec les deux premiers tomes le 5 octobre 2022.
| - Arc Mamie Turbo - chapitres 1 à 8 (volumes 1 et 2) - Arc Acro-soyeuse - chapitres 9 à 17 (volumes 2 et 3) - Arc Serpo - chapitres 18 à 27 (volumes 3 et 4) - Arc Œil Maléfique - chapitres 28 à 50 (volumes 4 à 8) - Arc Kaiju - chapitres 63 à 73 (volumes 8 à 9) - Arc des Mondialistes de l'Espace - chapitres 74 à 120 (volumes 9 à 15) - Arc Ombusuman - chapitres 121 à 128 (volume 15) - Arc Umbrella Boy - chapitres 129 à 165 (volumes 15 à 19) - Arc Mini Momo - depuis le chapitre 166 (depuis le volume 20) |

### Tomes 1 à 10
| no | Japonais        | Japonais          | Français         | Français                                                                 |
| no | Date de sortie  | ISBN              | Date de sortie   | ISBN                                                                     |
| --- | --------------- | ----------------- | ---------------- | ------------------------------------------------------------------------ |
| 1 | 4 août 2021     | 978-4-08-882599-1 | 5 octobre 2022   | 978-2-82-034496-0                                                        |
| Liste des chapitres : - Chapitre 1 - Serait-ce une romance qui commence ? (それって恋のはじまりじゃんよ, Sorette Koi no Hajimari jan yo) - Chapitre 2 - On dirait bien un extraterrestre ! (それって宇宙人じゃね, Sorette Uchūbito ja ne) - Chapitre 3 - Le choc des vioques (ババアとババアが激突じゃんか, Babā to Babā ga Gekitotsu jan ka) - Chapitre 4 - Filons aux toilettes ! (トイレにいこう, Toire ni Ikō) - Chapitre 5 - Dégommons Mémé-Turbo ! (ターボババアをぶっ飛ばそう, Tābo Babā o Buttobasō) |                 |                   |                  |                                                                          |
| 2 | 4 octobre 2021  | 978-4-08-882804-6 | 5 octobre 2022   | 978-2-82-034497-7                                                        |
| Liste des chapitres : - Chapitre 6 - Comme une envie de crabe (カニ食べたくね, Kani Tabetaku ne) - Chapitre 7 - On t'appelle bien Mémé 100 km/h, non ? (100キロババアだろ, Hyaku Kiro Babā Daro) - Chapitre 8 - Crabe party (カニ食べよう, Kani Tabeyō) - Chapitre 9 - Chassé-croisé (会えないじゃん, Aenai jan) - Chapitre 10 - Où sont passées ses baloches ?! (タマはどこじゃんよ, Tama wa Doko jan yo) - Chapitre 11 - Orange pourrie (腐ったみかんじゃね, Kusatta Mikan ja ne) - Chapitre 12 - Il a fini par capter qu'elle était canon (かわいいって気付いたっぽい, Kawaii tte Kidzuita ppoi) - Chapitre 13 - Celle-là, c'est un danger (ヤベー女がきた, Yabē Onna ga Kita) - Chapitre 14 - L'acrobate à la chevelure soyeuse, c'est super long ! (アクロバティックサラサラって長くね, Akurobatikku Sarasara tte Nagaku ne)                                                                   |                 |                   |                  |                                                                          |
| 3 | 3 décembre 2021 | 978-4-08-882854-1 | 7 décembre 2022  | 978-2-82-034506-6                                                        |
| Liste des chapitres : - Chapitre 15 - Appelons-la "l'Accro-soyeuse" ! (アクサラって呼ぼう, Akusara tte Yobō) - Chapitre 16 - L'Accro-soyeuse (アクさら, Akusara) - Chapitre 17 - Un monde plus doux (優しい世界へ, Yasashī Sekai e) - Chapitre 18 - Mangeons des sômen (そうめんでも食べよ, Sōmen demo Tabeyo) - Chapitre 19 - Un étrange sentiment (なんかモヤモヤするじゃんよ, Nanka Moyamoya suru jan yo) - Chapitre 20 - Encore eux ! (また来たじゃんよ, Mata Kita jan yo) - Chapitre 21 - Des fringues ! (服が着たい, Fuku ga Kitai) - Chapitre 22 - Momo l'a mauvaise (モモちゃんまだモヤモヤしてます, Momo-chan Mada Moyamoya Shitemasu) - Chapitre 23 - Dis-le si ça te chiffonne ! (気にしてるじゃんか, Ki ni Shiteru jan ka) |                 |                   |                  |                                                                          |
| 4 | 4 mars 2022     | 978-4-08-883046-9 | 1er février 2023 | 978-2-82-034596-7                                                        |
| Liste des chapitres : - Chapitre 24 - Fusion ! Serpo + Démon de Dover + nessy ! (合体！セルポドーバーデーモンネッシー！, Gattai! Serupo Dōbā Dēmon Nesshī!) - Chapitre 25 - Palpitations (ドキドキじゃんよ, Dokidoki jan yo) - Chapitre 26 - On a recueilli un kappa (河童を拾いました, Kappa o Hiroimashita) - Chapitre 27 - La mutilation de bétail, vous connaissez ? (キャトルミューティレーションを君は見たか, Kyatoru Myūtirēshon o Kimi wa Mita ka) - Chapitre 28 - Tourbillon amoureux en perspective (ラヴ波乱の予感じゃんよ, Ravu Haran no Yokan jan yo) - Chapitre 29 - Son premier amour (初恋の人, Hatsukoi no Hito) - Chapitre 30 - Ne lâche rien ! (あきらめるなよ！, Akirameru na yo!) - Chapitre 31 - La vie d'un mannequin d'anatomie (人体模型の生活, Jintai Mokei no Seikats) - Chapitre 32 - En route pour la maison maudite ! (呪いの家へレッツゴー, Noroi no Ie e Rettsu Gō) |                 |                   |                  |                                                                          |
| 5 | 2 mai 2022      | 978-4-08-883103-9 | 26 avril 2023    | 978-2-82-034604-9                                                        |
| Liste des chapitres : - Chapitre 33 - À celui de nous deux qui est le plus amoureux ! (どっちが好きか決めようや, Dotchi ga Suki ka Kimeyō ya) - Chapitre 34 - Le clan Kitô (鬼頭家が来る, Kitō-ka ga Kuru) - Chapitre 35 - Il est où, le tsuchinoko ? (ツチノコはどこ, Tsuchinoko wa Doko) - Chapitre 36 - La vielle Kitô (鬼頭家のババア, Kitō-ka no Babā) - Chapitre 37 - C'est ça, le légendaire serpent géant ?! (大蛇伝説ってこれじゃんよ, Orochi Densetsu tte Kore jan yo) - Chapitre 38 - Le ver de la mort mongol, il rigole pas ! (モンゴリアンデスワームはやばい, Mongorian Desu Wāmu wa Yabai) - Chapitre 39 - L'œil maléfique (邪視, Jashi) - Chapitre 40 - Le pacte (契約, Keiyaku) |                 |                   |                  |                                                                          |
| 6 | 4 août 2022     | 978-4-08-883208-1 | 21 juin 2023     | 978-2-82-034618-6 (édition standard) 978-2-82-034715-2 (édition limitée) |
| Liste des chapitres : - Chapitre 41 - Jiji, ce génie (天才ジジ, Tensai Jiji) - Chapitre 42 - Évasion multi-étages (脱出！多段式！, Dasshutsu! Tadanshiki!) - Chapitre 43 - Tu vas morfler ! (ゆるさねえぜ, Yurusa nē ze) - Chapitre 44 - Ras le bol de cette baraque ! (目障りな家じゃんよ, Mezawari na Ie jan yo) - Chapitre 45 - La pompe d'urgence (ポンプです, Ponpu Desu) - Chapitre 46 - Extinction (消火しよう, Shōka Shiyō) - Chapitre 47 - C'est méga chaud ! (やば過ぎじゃんよ, Yabasugi jan yo) - Chapitre 48 - Trop bien, ce vaisseau ! (UFOすげえ, Yūfō Sugē) - Chapitre 49 - Sous scellés (封印じゃんよ, Fūin jan yo) |                 |                   |                  |                                                                          |
| 7 | 4 octobre 2022  | 978-4-08-883270-8 | 23 août 2023     | 978-2-82-034631-5                                                        |
| Liste des chapitres : - Chapitre 50 - De l'eau chaude pour tous (みんなでお湯を持とう, Min'na de Oyu o Motō) - Chapitre 51 - Tous sous le même toit (みんなでお泊まりじゃんよ, Min'na de Otomari jan yo) - Chapitre 52 - Le hayashi entre en scène (囃子が来ました, Hayashi ga Kamashita) - Chapitre 53 - La famille s'agrandit (家族になりました, Kazoku ni Narimashita) - Chapitre 54 - Le profil de l'emploi (バイトをしよう, Baito o Shiyō) - Chapitre 55 - Moe-moe kikôhô (モエモエ気功砲, Moe Moe Kikōhō) - Chapitre 56 - Comme un malaise (なんかモヤモヤするじゃんよ, Nanka Moyamoya Suru jan yo) - Chapitre 57 - Nuit d'angoisse au bahut (学校の怖いやつ, Gakkō no Kowai Yatsu) - Chapitre 58 - Symphonie n°6 (交響曲第6番, Kōkyō Kyoku Dai Roku-ban) |                 |                   |                  |                                                                          |
| 8 | 4 janvier 2023  | 978-4-08-883370-5 | 18 octobre 2023  | 978-2-82-034647-6                                                        |
| Liste des chapitres : - Chapitre 59 - Symphonie n°9 (交響曲第9番, Kōkyō Kyoku Dai Kyū-ban) - Chapitre 60 - Allez, Okarun ! (がんばれオカルン, Ganbare Okarun) - Chapitre 61 - Le slip de l'Œil maléfique (邪視のブリーフ, Jashin no Burīfu) - Chapitre 62 - Opération reconstruction (家を建て直したい, Ie o Tatenaoshitai) - Chapitre 63 - Le train-train lycéen (学生生活, Gakusei Seikatsu) - Chapitre 64 - C'est quoi, ton secret ? (モテる秘訣はなん, Moteru Hiketsu wa Nan da) - Chapitre 65 - On peut pas le voir ! (見えないじゃん, Mienai jan yo) - Chapitre 66 - Mais c'est un kaiju ! (怪獣じゃんよ, Kaijū jan yo) - Chapitre 67 - Trop balèze, ce kaiju ! (怪獣はめちゃ強い, Kaijū wa Mecha Tsuyoi) |                 |                   |                  |                                                                          |
| 9 | 3 mars 2023     | 978-4-08-883414-6 | 6 décembre 2023  | 978-2-82-034658-2                                                        |
| Liste des chapitres : - Chapitre 68 - L'imagination de Kinta (金太のイメージ, Kinta no Imēji) - Chapitre 69 - Le choc des titans ! Kaiju de l'espace VS robot géant ! (激突！宇宙怪獣対巨大ロボ！, Gekitotsu! Uchū Kaijū Tai Kyodai Robo!) - Chapitre 70 - Voilà comment on fracasse un kaiju ! (怪獣の倒し方はこれじゃん, Kaijū no Taoshikata wa Kore jan yo) - Chapitre 71 - Ras-le-bol des robots et des kaiju ! (ロボットも怪獣もこりごりだ, Robotto mo Kaijū mo Korigori da) - Chapitre 72 - Traduction, please ! (だれか翻訳してくれ, Dareka Honyaku Shitekure) - Chapitre 73 - Takoyaki party (タコヤキを食べよう, Takoyaki o Tabeyō) - Chapitre 74 - En route pour le bahut (学校へ行こう, Gakkō e Ikō) - Chapitre 75 - Dangereuse rencontre (やべえ奴に遭遇しました, Yabē Yatsu ni Sōgū Shimashita) - Chapitre 76 - On la joue comment ?! (どーするこいつ, Dō Suru Koitsu)                 |                 |                   |                  |                                                                          |
| 10 | 2 mai 2023      | 978-4-08-883503-7 | 7 février 2024   | 978-2-82-034789-3 (édition standard) 978-2-82-034826-5 (édition limitée) |
| Liste des chapitres : - Chapitre 77 - Une pure galère (めんどくせえ奴, Mendokusē Yatsu) - Chapitre 78 - Une nuit palpipante (ときめきナイトじゃんよ, Tokimeki Naito jan yo) - Chapitre 79 - Kézako ce truc ? (こいつは一体何者なんだよ, Koitsu wa Ittai Nanimono Nanda yo) - Chapitre 80 - Dangereuse rencontre 2 (やべえやつらに遭遇しました2, Yabē Yatsura ni Sōgū Shimashita 2) - Chapitre 81 - On fait quoi de ces mégadangers ? (どうしようやべえやつら, Dō Shiyō Yabē Yatsura) - Chapitre 82 - Le plus dangereux de tous (一番やべえやつ, Ichiban Yabē Yatsu) - Chapitre 83 - En plein boulot (バイト中, Baito-chū) - Chapitre 84 - Quelle bande de relous ! (ムカツクやつら, Mukatsuku Yatsura) - Chapitre 85 - Le pouvoir de Nessy (ネッシーの力, Nesshī no Chikara) |                 |                   |                  |                                                                          |

### Tomes 11 à 20
| no | Japonais          | Japonais          | Français          | Français                                                                 |
| no | Date de sortie    | ISBN              | Date de sortie    | ISBN                                                                     |
| --- | ----------------- | ----------------- | ----------------- | ------------------------------------------------------------------------ |
| 11 | 4 août 2023       | 978-4-08-883599-0 | 17 avril 2024     | 978-2-82-035022-0                                                        |
| Liste des chapitres : - Chapitre 86 - Dépêchons-nous de rentrer ! (早く帰りたいじゃんよ, Hayaku Kaeritai jan yo) - Chapitre 87 - Impossible de dormir au manga café (マンガ喫茶は眠れない, Manga Kissa wa Nemurenai) - Chapitre 88 - L'espionne (スパイ, Supai) - Chapitre 89 - Zizanie (ケンカ, Kenka) - Chapitre 90 - Comment on s'organise ? (どーするかねえ, Dō suru ka nē) - Chapitre 91 - En avant pour la contre-attaque ! (始動！逆襲への道！, Shidō! Gyakushū e no Michi!) - Chapitre 92 - Pas moyen de fermer l'œil ! (寝てられないじゃんよ, Neterarenai jan yo) - Chapitre 93 - L'aventure astrale (幽体離脱の冒険, Asutoraru Bodi no Bōken) |                   |                   |                   |                                                                          |
| 12 | 4 décembre 2023   | 978-4-08-883726-0 | 19 juin 2024      | 978-2-82-034848-7 (édition standard) 978-2-82-035040-4 (édition limitée) |
| Liste des chapitres : - Chapitre 94 - Comment je retourne dans mon corps ?! (体の戻り方教えてください, Karada no Modorikata Oshiete Kudasai) - Chapitre 95 - Le jour de bataille décisive (決戦の日, Kessen no Hi) - Chapitre 96 - Motivex (やる気, Yaruki) - Chapitre 97 - T'as réfléchi à un nom ? (どーする名前, Dō Suru Namae) - Chapitre 98 - T'as réfléchi à une coupe ? (どーする美容, Dō Suru Biyō) - Chapitre 99 - À mon tour (おれのターン, Ore no Tān) - Chapitre 100 - Referme le portail ! (ゲートを閉じろ, Gēto o Tojiro) - Chapitre 101 - Vamola (バモラ, Bamora) - Chapitre 102 - Vamola 2 (バモラ2, Bamora 2) |                   |                   |                   |                                                                          |
| 13 | 4 janvier 2024    | 978-4-08-883841-0 | 28 août 2024      | 978-2-82-034864-7                                                        |
| Liste des chapitres : - Chapitre 103 - Vamola 3 (バモラ3, Bamora 3) - Chapitre 104 - Vamola 4 (バモラ4, Bamora 4) - Chapitre 105 - Banga (バンガ, Banga) - Chapitre 106 - Les raisons de Vamola (バモラの理由, Bamora no Riyū) - Chapitre 107 - Tu vas finir en takoyaki ! (タコ焼き決定じゃんよ, Takoyaki Kettei jan yo) - Chapitre 108 - On va les fracasser ! (蹴っ飛ばしてやるわい, Kettobashite Yaruwai) - Chapitre 109 - La stratégie de Mister Squille (シャコの計算, Shako no Keisan) - Chapitre 110 - Une puissance de fou (やばい力, Yabai Chikara) - Chapitre 111 - Au grand complet (集まってきちゃった, Atsumattekichatta) |                   |                   |                   |                                                                          |
| 14 | 4 avril 2024      | 978-4-08-883897-7 | 9 octobre 2024    | 978-2-82-034883-8                                                        |
| Liste des chapitres : - Chapitre 112 - Le mardi, c'est permis ! (今日は火曜日, Kyō wa Kayōbi) - Chapitre 113 - Défonce-le ! (ブチ壊せ, Buchikowase) - Chapitre 114 - Coriace (しぶとい野郎, Shibutoi Yarō) - Chapitre 115 - Kinta est dans la place (金太の出番じゃんよ, Kinta no Deban jan yo) - Chapitre 116 - Rugis, Great Kinta (唸れグレートキンタ, Unare Gurēto Kinta) - Chapitre 117 - Un malheur pousse l'autre (一難去ってまた一難, Ichinan Satte Mata Ichinan) - Chapitre 118 - La puissance de Reiko Kashima (カシマレイコの力, Kashima Reiko no Chikara) - Chapitre 119 - Le petit mot (あの手紙, Ano Tegami) - Chapitre 120 - Le cœur de jouvencelle de Reiko (カシマレイコの乙女心, Kashima Reiko no Otomegokoro) |                   |                   |                   |                                                                          |
| 15 | 4 juillet 2024    | 978-4-08-884054-3 | 4 décembre 2024   | 978-2-82-034899-9 (édition standard) 978-2-82-035123-4 (édition limitée) |
| Liste des chapitres : - Chapitre 121 - C'est qui, ce type ? (こいつは誰だ, Koitsu wa Dareda) - Chapitre 122 - Créons-le, ce club ! (部活を作ろう, Bukatsu o Tsukurō) - Chapitre 123 - Le secret de la déléguée (委員長の秘密, Iinchō no Himitsu) - Chapitre 124 - L'Onbusuman (オンブスマン, Onbusuman) - Chapitre 125 - Exorcisons-la ! (おはらいしようぜ, Oharai Shiyō ze) - Chapitre 126 - Char ! Festival ! Ninomiya ! (山車だ祭りだ二宮だ, Dashi da Matsuri da Ninomiya da) - Chapitre 127 - Bataille musicale (ひっかわせ, Hikkawase) - Chapitre 128 - Idols together (アイドルやろうぜ, Aidoru Yarō ze) - Chapitre 129 - Cowabunga ! (カワバンガ, kawabanga) |                   |                   |                   |                                                                          |
| 16 | 4 octobre 2024    | 978-4-08-884227-1 | 19 février 2025   | 978-2-82-035168-5 (édition standard) 978-2-82-035256-9 (édition limitée) |
| Liste des chapitres : - Chapitre 130 - Opération infiltration (スパイ大作戦, Supai Daisakusen) - Chapitre 131 - Pride Fighting (プライドじゃんよ, Puraido jan yo) - Chapitre 132 - Les yankees en folie (ヤンキー運動会, Yankī Undōkai) - Chapitre 133 - À la recherche de Zuma (ズマはどこだ？, Zuma wa Doko da?) - Chapitre 134 - Le diorama ensorcelé (やべえ呪物, Yabē Jubutsu) - Chapitre 135 - Elle est tombée dedans (入っちゃったじゃんよ, Haitchatta jan yo) - Chapitre 136 - C'est un jeu de plateau ! (これボードゲームじゃんよ, Kore Bōdo Gēmu jan yo) - Chapitre 137 - Le fameux Zuma (ズマってやつ, Zuma tte Yatsu) - Chapitre 138 - Game start ! (ゲームスタート, Gēmu Sutāto) |                   |                   |                   |                                                                          |
| 17 | 1er novembre 2024 | 978-4-08-884259-2 | 23 avril 2025     | 978-2-82-035169-2                                                        |
| Liste des chapitres : - Chapitre 139 - Déguste ça ! (ケーキ食わせろや, Kēki kuwasero ya) - Chapitre 140 - Pouvoirs, mode d'emploi ! (能力の使い方, Nōryoku no Tsukaikata) - Chapitre 141 - Goinfrage de sucreries (お菓子食い過ぎじゃんよ, Okashi Kuisugi jan yo) - Chapitre 142 - Les sucreries, ça suffit ! (甘いものはもういいぜ, Amai Mono wa Mō Ii ze) - Chapitre 143 - Une pause s'impose ! (休憩しようぜ, Kyūkei Shiyō ze) - Chapitre 144 - À l’aventure ! (冒険しようぜ, Bōken Shiyō ze) - Chapitre 145 - Que le siège commence ! (攻城戦開幕, Kōjō-sen Kaimaku) - Chapitre 146 - Pas de tout repos, le siège ! (攻城戦は難しい, Kōjō-sen wa Muzukashii) - Chapitre 147 - Méga mêlée (大乱闘じゃんよ, Dai Rantō jan yo) |                   |                   |                   |                                                                          |
| 18 | 4 janvier 2025    | 978-4-08-884340-7 | 25 juin 2025      | 978-2-82-035169-2 (édition standard) 978-2-82-035330-6 (édition limitée) |
| Liste des chapitres : - Chapitre 148 - Fini de jouer (ゲームクリア, Gēmu Kuria) - Chapitre 149 - La carte enchantée démoniaque (悪魔のメルヘンカルタ, Akuma no Meruhen Karuta) - Chapitre 150 - Du genre retors (厄介なやつ, Yakkai na Yatsu) - Chapitre 151 - Récupère ta baloche ! (金玉を取り戻せ, Kingyoku o Torimodose) - Chapitre 152 - Mémé-Turbo VS Umbrella-boy (ターボババアVSアンブレボーイ, Tābo Babā VS Anbure Bōi) - Chapitre 153 - Unji Zuma (頭間雲児, Zuma Unji) - Chapitre 154 - Unji Zuma 2 (頭間雲児2, Zuma Unji 2) - Chapitre 155 - Unji Zuma 3 (頭間雲児2, Zuma Unji 3) - Chapitre 156 - Umbrella-boy (アンブレボーイ, Anbure Bōi) |                   |                   |                   |                                                                          |
| 19 | 4 avril 2025      | 978-4-08-884470-1 | 10 septembre 2025 | 978-2-82-035171-5                                                        |
| Liste des chapitres : - Chapitre 157 - Masamichi Bega (部賀正道, Bega Masamichi) - Chapitre 158 - Cette peste de Kawabanga ! (カワバンガというやつは, Kawabanga to Iu Yatsu wa) - Chapitre 159 - On se fait la malle ! (脱出！！呪行李！！, Dasshutsu!! Noroi Kōri!!) - Chapitre 160 - Le pouvoir de la carte enchantée démoniaque (悪魔のメルヘンカルタの力, Akuma no Meruhen Karuta no Chikara) - Chapitre 161 - Le mystérieux De Saint-Germain (謎の男サンジェルマン, Nazo no Otoko Sanjeruman) - Chapitre 162 - Défonçons la carte enchantée (悪魔のメルヘンカルタをぶっ飛ばせ！！, Akuma no Meruhen Karuta o Buttobase!!) - Chapitre 163 - Sauvetage in extremis (間に合え救出！！, Maniae Kyūshutsu!!) - Chapitre 164 - Mini riquiqui ! (小っちゃくなったじゃんよ, Chitchaku Natta jan yo) - Chapitre 165 - Les deux font la paire (金玉コンプリート, Kingyoku Konpurīto) |                   |                   |                   |                                                                          |
| 20 | 4 juillet 2025    | 978-4-08-884592-0 | 19 novembre 2025  | 978-2-82-035172-2 (édition standard) 978-2-8-2035433-4 (édition limitée) |
| Liste des chapitres : - Chapitre 166 - Le petit peuple (これは小人妖精か, Kore wa Kobito Yōsei ka) - Chapitre 167 - Y a quelqu'un ! (なんかいるじゃんよ, Nanka Iru jan yo) - Chapitre 168 - V'là quelqu'un ! (なんか来たじゃんよ, Nanka Kita jan yo) - Chapitre 169 - Trouvez la coupable ! (犯人をさがせ！, Hannin o Sagase!) - Chapitre 170 - Une fille louche (怪しい女, Ayashii Onna) - Chapitre 171 - Coincez-la ! (追い詰めろ犯人！, Oitsumero Hannin!) - Chapitre 172 - Les lutins de la terreur (小人は怖い, Kobito wa Kowai) - Chapitre 173 - Coincez cette crapule ! (犯人を追い詰めろ！, Hannin o Oitsumero!) - Chapitre 174 - L'infirmerie de Mme Domina (女王先生の保健室, Joō Sensei no Hokenshitsu) |                   |                   |                   |                                                                          |

### Tomes 21 à aujourd'hui
| no | Japonais       | Japonais          | Français       | Français |
| no | Date de sortie | ISBN              | Date de sortie | ISBN     |
| --- | -------------- | ----------------- | -------------- | -------- |
| 21 | 3 octobre 2025 | 978-4-08-884720-7 |                |          |
| ー |                |                   |                |          |
| Liste des chapitres : - Chapitre 175 - Mais alors, qui est le vrai coupable ?! (真犯人は誰じゃんよ, Shinhannin wa Dare jan yo) - Chapitre 176 - L'appât (餌を撒いとこ, Esa o Maitoko) - Chapitre 177 - Kung-Fu Fighting (カンフーやったろうぜ, Kanfū Yattarō ze) - Chapitre 178 - Pouvoir divin (神様の力, Kamisama no Chikara) - Chapitre 179 - Du danger dans l'air (なんかやばそうじゃんよ, Nanka Yabasō jan yo) - Chapitre 180 - À qui ces kozuka ? (小柄の持ち主, Kozuka no Mochinushi) - Chapitre 181 - À fond la malédiction ! (呪いの影響じゃね, Noroi no Eikyō ja ne) - Chapitre 182 - Quelque chose a mordu à l'hameçon ! (餌になにかが引っ掛かった, Esa ni Nanika ga Hikkakatta) - Chapitre 183 - C'était toi ?! (お前かい！, Omae kai!) - Chapitre 184 - La tête de la déléguée (いんちよ一の首, Inchiyo Ichi no Kubi) - Chapitre 185 - Démasqué ! (犯人はお前か！！, Han'nin wa Omae ka!!) - Chapitre 186 - Le pouvoir de Kôki Yukishiro (雪白幸姫の力, Yukishiro Kōki no Chikara) - Chapitre 187 - Murakami, on le plie ! (村上をぶっ飛ばせ, Murakami o Buttobase) - Chapitre 188 - Okarun et Kinta (オカルンと金太, Okarun to Kinta) - Chapitre 189 - Jumping Vioque et Kung-Fu Alien (ジャンピングババアとカンフーエイリア, Janpingu Babaa to Kanfū Eiria) - Chapitre 190 - La fusion, c'est de la puissance en barre ! (合体したら強くなるでしょうか！！, Gattai Shitara Tsuyoku Naru Deshō ka!!) - Chapitre 191 - Erreur (間違え, Machigae) - Chapitre 192 - Départ pour Shimane (島根に出発, Shimane ni Shuppatsu) - Chapitre 193 - Manquait plus qu'eux ! (お前らかい！, Omaera Kai!) - Chapitre 194 - On s'est fait highjacker ! (ハイジャックされました, Haijakku Saremashita) - Chapitre 195 - À fond dans le typhon ! (台風直撃じゃんよ, Taifū Chokugekijan Yo) - Chapitre 196 - Défonçons ce typhon ! (台風をぶっ飛ばそう, Taifū o Buttobasou) - Chapitre 197 - Go, Lombric, Go ! (いけ!ミミズ!, Ike! Mimizu!) - Chapitre 198 - Cogne l'œil du typhon ! (台風の目を叩け！, Taifū no me o Tatake!) - Chapitre 199 - Le ciel après la tempête (台風一過, Taifū Ikka) - Chapitre 200 - Chacun sa route (それぞれの行方, Sorezore no Yukue) - Chapitre 201 - Arrivée à Shimane (島根に着きました, Shimane ni Tsukimashita) - Chapitre 202 - Où est le maillet ?! (打出の小槌はどこ行った, Uchide no Kozuchi wa Doko Itta) - Chapitre 203 - Un mystérieux adversaire (謎の男, Nazo no otoko) - Chapitre 204 - En'enra (煄久羅, En'enra) - Chapitre 205 - Le mouvement en spirale (蜾旋運動, Rasen Undō) - Chapitre 206 - Jiji et l'Œil maléfique (ジジと邪視, Jiji to Jashi) |                |                   |                |          |

## Anime
L'adaptation en anime est annoncée le 28 novembre 2023. Elle est réalisée au sein du studio Science Saru par Fūga Yamashiro, sur un scénario de Hiroshi Seko, un character design de Naoyuki Onda pour les personnages humains et Yoshimichi Kameda pour les entités surnaturelles, et des compositions de Kensuke Ushio (ja). La série est diffusée du 4 octobre, au 20 décembre 2024 sur la case horaire Super Animeism Turbo affilée aux chaînes MBS et TBS,. La série est diffusée sur les plateformes Netflix, Crunchyroll et Animation Digital Network pour les pays francophones, ainsi que sur la chaîne J-One. Avant d'être diffusés à la télévision, les trois premiers épisodes seront projetés en salles sous le titre DAN DA DAN: First Encounter à partir du 31 août 2024 et commençant en Asie.
Le 20 décembre 2024, à la fin du dernier épisode de la première saison, une deuxième saison est annoncée pour juillet 2025. Elle sera également diffusée sur les plateformes Netflix et Crunchyroll,. Abel Góngora (en) devient co-réalisateur de la série avec Fūga Yamashiro. Le 30 mai 2025, les trois premiers épisodes de la saison sortent dans les cinémas asiatiques en avant première sous forme d'un film de 93 minutes nommé Dan Da Dan: Evil Eye. Le film arrive par la suite en Amérique du Nord le 6 juin puis en Europe le 7 juin. Du 7 au 8 juin 2025, le film est diffusé dans les cinémas français. La saison 2 est diffusée à partir du 4 juillet sur les plateformes Netflix, Crunchyroll et Animation Digital Network pour les pays francophones.

### Liste des épisodes

#### Saison 1
| No                            | Titre français                             | Titre japonais                             | Titre japonais                        | Date de 1re diffusion |
| No                            | Titre français                             | Kanji                                      | Rōmaji                                | Date de 1re diffusion |
| ----------------------------- | ------------------------------------------ | ------------------------------------------ | ------------------------------------- | --------------------- |
| 1                             | Serait-ce une romance qui commence ?       | それって恋のはじまりじゃんよ               | Sorette koi no hajimari jan yo        | 4 octobre 2024        |
| [Tome 1 - Chapitre 1]         |                                            |                                            |                                       |                       |
| 2                             | On dirait bien un extraterrestre !         | それって宇宙人じゃね                       | Sorette uchūbito ja ne                | 11 octobre 2024       |
| [Tome 1 - Chapitre 2]         |                                            |                                            |                                       |                       |
| 3                             | Le choc des vioques !                      | ババアとババアが激突じゃんか               | Babā to babā ga gekitotsu jan ka      | 18 octobre 2024       |
| [Tome 1 - Chapitres 3-4]      |                                            |                                            |                                       |                       |
| 4                             | Dégommons Mémé-Turbo !                     | ターボババアをぶっ飛ばそう                 | Tābo Babā o buttobasō                 | 25 octobre 2024       |
| [Tomes 1-2 - Chapitres 5-8]   |                                            |                                            |                                       |                       |
| 5                             | Où sont passées ses baloches ?!            | タマはどこじゃんよ                         | Tama wa Doko jan yo                   | 1er novembre 2024     |
| [Tome 2 - Chapitres 8-11]     |                                            |                                            |                                       |                       |
| 6                             | Celle-là, c'est un danger                  | ヤベー女がきた                             | Yabē Onna ga kita                     | 8 novembre 2024       |
| [Tome 2 - Chapitres 12-14]    |                                            |                                            |                                       |                       |
| 7                             | Un monde plus doux                         | 優しい世界へ                               | Yasashī sekai e                       | 15 novembre 2024      |
| [Tome 3 - Chapitres 15-17]    |                                            |                                            |                                       |                       |
| 8                             | Un étrange sentiment                       | なんか モヤモヤ するじゃんよ               | Nanka moyamoya surujan yo             | 22 novembre 2024      |
| [Tome 3 - Chapitres 18-20]    |                                            |                                            |                                       |                       |
| 9                             | Fusion ! Serpo + Démon de Dover + Nessy !  | 合体！セルポドーバーデーモンネッシー！     | Gattai! Serupo Dōbā dēmon Nesshī!     | 29 novembre 2024      |
| [Tomes 3-4 - Chapitres 21-25] |                                            |                                            |                                       |                       |
| 10                            | La mutilation de bétail, vous connaissez ? | キャトルミュー ティレーション を君は見たか | Kyatorumyū tirēshon o kimi wa mita ka | 6 décembre 2024       |
| [Tome 4 - Chapitres 25-27]    |                                            |                                            |                                       |                       |
| 11                            | Son premier amour                          | 初恋の人                                   | Hatsukoi no hito                      | 13 décembre 2024      |
| [Tome 4 - Chapitres 28-30]    |                                            |                                            |                                       |                       |
| 12                            | En route pour la maison maudite !          | 呪いの家ヘレッツゴー                       | Noroinoie gerettsugō                  | 20 décembre 2024      |
| [Tomes 4-5 - Chapitres 31-34] |                                            |                                            |                                       |                       |

#### Saison 2
| No                            | Titre français                           | Titre japonais             | Titre japonais                 | Date de 1re diffusion |
| No                            | Titre français                           | Kanji                      | Rōmaji                         | Date de 1re diffusion |
| ----------------------------- | ---------------------------------------- | -------------------------- | ------------------------------ | --------------------- |
| 13                            | C'est ça, le légendaire serpent géant ?! | 大蛇伝説ってこれじゃんよ   | Orochi densetsu tte korejan yo | 4 juillet 2025        |
| [Tome 5 - Chapitres 34-37]    |                                          |                            |                                |                       |
| 14                            | L'œil maléfique                          | 邪視                       | Jashi                          | 11 juillet 2025       |
| [Tomes 5-6 - Chapitres 38-41] |                                          |                            |                                |                       |
| 15                            | Tu vas morfler !                         | ゆるさねえぜ               | Yurusa nē ze                   | 18 juillet 2025       |
| [Tome 6 - Chapitres 42-45]    |                                          |                            |                                |                       |
| 16                            | C'est méga chaud !                       | やば過ぎじゃんよ           | Yabasugi jan yo                | 25 juillet 2025       |
| [Tome 6 - Chapitres 45-48]    |                                          |                            |                                |                       |
| 17                            | Tous sous le même toit                   | みんなでお泊まりじゃんよ   | Minna de otomari jan yo        | 1er août 2025         |
| [Tomes 6-7 - Chapitres 49-51] |                                          |                            |                                |                       |
| 18                            | La famille s'agrandit                    | 冢族になりました           | Kazoku ni narimashita          | 8 août 2025           |
| [Tome 7 - Chapitres 52-54]    |                                          |                            |                                |                       |
| 19                            | Comme un malaise                         | なんかモアモアするじゃんよ | Nanka moyamoya surujan yo      | 15 août 2025          |
| [Tome 7 - Chapitres 54-57]    |                                          |                            |                                |                       |
| 20                            | Allez, Okarun !                          | がんばれオカルン           | Ganbare Okarun                 | 22 août 2025          |
| [Tomes 7-8 - Chapitre 58-]    |                                          |                            |                                |                       |

### Génériques

#### Début
| Numéro | Titre                    | Artiste      | Épisodes | 1re date de diffusion |
| ------ | ------------------------ | ------------ | -------- | --------------------- |
| 1      | Otonoke (オトノケ)       | Creepy Nuts  | 1 à 12   | 4 octobre 2024        |
| 2      | Kakumei Dōchū (革命道中) | Aina the End | 13 à -   | 4 juillet 2025        |

#### Fin
| Numéro | Titre                       | Artiste    | Épisodes | 1re date de diffusion |
| ------ | --------------------------- | ---------- | -------- | --------------------- |
| 1      | Taidada (タイダダ)          | Zutomayo   | 1 à 12   | 4 octobre 2024        |
| 2      | Doukashiteru (とうかしてる) | WurtS (ja) | 13 à -   | 4 juillet 2025        |

## Accueil
En juin 2021, le manga a été nommé pour le 7e Next Manga Awards dans la catégorie des meilleurs Web manga et s'est classé 2e sur 50,. Il est classé 4e dans la liste des meilleurs mangas pour lecteur masculins de Kono Manga ga Sugoi! de Takarajimasha en 2022. Il a été nommé pour la 15e édition du Grand prix du manga de 2022 et s'est classé 7e avec 53 points,. La série est classée première par Nationwide Bookstore Employees et Publisher Comics' Recommended Comics de 2022.
En juillet 2021, le manga avait plus de 22 millions de vues sur la plateforme Shōnen Jump+.
À l'occasion de la sortie française du manga, un événement dans une maison hantée éphémère est organisé à Paris les 7 et 8 octobre 2022. Les visiteurs y sont placés dans la peau de Momo et Ken et doivent choisir entre tenter d'échapper aux aliens et basculer dans le monde des esprits.

### Annotations
1. 1 2  Les titres français de l'adaptation en anime proviennent de Animation Digital Network.

## Œuvres
Édition japonaise
1. 1 2  (ja) « ダンダダン 1 », sur Shueisha (consulté le 12 avril 2022).
2. 1 2  (ja) « ダンダダン 2 », sur Shueisha (consulté le 12 avril 2022).
3. 1 2  (ja) « ダンダダン 3 », sur Shueisha (consulté le 12 avril 2022).
4. 1 2  (ja) « ダンダダン 4 », sur Shueisha (consulté le 12 avril 2022).
5. 1 2  (ja) « ダンダダン 5 », sur Shueisha (consulté le 12 avril 2022).
6. 1 2  (ja) « ダンダダン 6 », sur Shueisha (consulté le 8 juillet 2022).
7. 1 2  (ja) « ダンダダン 7 », sur Shueisha (consulté le 14 août 2022).
8. 1 2  (ja) « ダンダダン 8 », sur Shueisha (consulté le 16 novembre 2022).
9. 1 2  (ja) « ダンダダン 9 », sur Shueisha (consulté le 24 janvier 2023).
10. 1 2  (ja) « ダンダダン 10 », sur Shueisha (consulté le 20 mars 2023).
11. 1 2  (ja) « ダンダダン 11 », sur Shueisha (consulté le 19 juin 2023).
12. 1 2  (ja) « ダンダダン 12 », sur Shueisha (consulté le 23 octobre 2023).
13. 1 2  (ja) « ダンダダン 13 », sur Shueisha (consulté le 26 novembre 2023).
14. 1 2  (ja) « ダンダダン 14 », sur Shueisha (consulté le 17 février 2024).
15. 1 2  (ja) « ダンダダン 15 », sur Shueisha (consulté le 16 mai 2024).
16. 1 2  (ja) « ダンダダン 16 », sur Shueisha (consulté le 19 août 2024).
17. 1 2  (ja) « ダンダダン 17 », sur Shueisha (consulté le 18 septembre 2024).
18. 1 2  (ja) « ダンダダン 18 », sur Shueisha (consulté le 19 novembre 2024).
19. 1 2  (ja) « ダンダダン 19 », sur Shueisha (consulté le 18 février 2025).
20. 1 2  (ja) « ダンダダン 20 », sur Shueisha (consulté le 16 mai 2025).
21. 1 2  (ja) « ダンダダン 21 », sur Shueisha (consulté le 15 août 2025).

Édition française
1. 1 2  « Dandadan T01 », sur manga-news (consulté le 11 janvier 2023).
2. 1 2  « Dandadan T02 », sur manga-news (consulté le 11 janvier 2023).
3. 1 2  « Dandadan T03 », sur manga-news (consulté le 11 janvier 2023).
4. 1 2  « Dandadan T04 », sur manga-news (consulté le 11 janvier 2023).
5. 1 2  « Dandadan T05 », sur manga-news (consulté le 11 janvier 2023).
6. 1 2  « Dandadan T06 », sur manga-news (consulté le 8 mars 2023).
7. ↑  « Dandadan Edition Speciale T06 », sur manga-news (consulté le 11 mai 2023).
8. 1 2  « Dandadan T07 », sur manga-news (consulté le 11 mai 2023).
9. 1 2  « Dandadan T08 », sur manga-news (consulté le 31 mai 2023).
10. 1 2  « Dandadan T09 », sur manga-news (consulté le 30 août 2023).
11. 1 2  « Dandadan T10 », sur manga-news (consulté le 14 septembre 2023).
12. ↑  « Dandadan - Edition Speciale Vol.10 », sur manga-news (consulté le 20 décembre 2023).
13. 1 2  « Dandadan T11 », sur manga-news (consulté le 10 janvier 2024).
14. 1 2  « Dandadan T12 », sur manga-news (consulté le 13 mars 2024).
15. ↑  « Dandadan - Edition Speciale Vol.12 », sur manga-news (consulté le 9 juin 2024).
16. 1 2  « Dandadan T13 », sur manga-news (consulté le 3 avril 2024).
17. 1 2  « Dandadan T14 », sur manga-news (consulté le 20 juillet 2024).
18. 1 2  « Dandadan T15 », sur manga-news (consulté le 20 juillet 2024).
19. ↑  « Dandadan - Edition Speciale Vol.15 », sur manga-news (consulté le 17 juillet 2025).
20. 1 2  « Dandadan T16 », sur manga-news (consulté le 29 septembre 2024).
21. ↑  « Dandadan - Edition Speciale Vol.16 », sur manga-news (consulté le 17 juillet 2025).
22. 1 2  « Dandadan T17 », sur manga-news (consulté le 4 janvier 2025).
23. 1 2 3  « Dandadan T18 », sur manga-news (consulté le 4 janvier 2025).
24. ↑  « Dandadan - Edition Speciale Vol.18 », sur manga-news (consulté le 17 juillet 2025).
25. 1 2  « Dandadan T19 », sur manga-news (consulté le 4 avril 2025).
26. ↑  « Dandadan T20 », sur manga-news (consulté le 17 juillet 2025).
27. ↑  « Dandadan - Edition Speciale Vol.20 », sur manga-news (consulté le 17 juillet 2025).